# 奥内勒
奥内勒（法語：Honnelles，法語發音：[ɔnɛl]）是比利时瓦隆大区埃諾省蒙斯區的一个市镇，东西南三面与法国接壤，通行法语，是比利时法语社群的一部分，人口5,139人（2018年1月1日）。